# 韋處厚
韋處厚（773年—829年1月），本名淳，因避唐宪宗李纯的讳，改名处厚，字德载，京兆府万年县（今陕西省西安市长安区）人，出自京兆韦氏逍遥公房。
父韋萬，官監察御史，是荊南節度參謀。韋處厚生于唐代宗大曆八年（773年），侍奉繼母以孝聞名。雙親去世，廬墓終喪。後游長安。元和初年進士，又擢才識兼茂科。授祕書郎。改咸陽尉。元和十三年（818年）外放為開州刺史。穆宗即位，為翰林侍讀學士。精通佛學，爲大義禪師作碑銘，胡適據此文，認為韋處厚表示《六祖壇經》是神會門下的“習徒”（《壇經》傳宗）所作。卒于文宗太和二年十二月（829年1月），年五十六歲。

## 延伸阅读
[在维基数据编辑]
 在维基文库阅读此作者作品
 《舊唐書·卷159》，出自刘昫《舊唐書》
 《新唐書·卷142》，出自《新唐書》